# 埃马纽埃尔·珀蒂
埃马纽埃尔·洛朗·珀蒂（法語：Emmanuel Laurent Petit，法語發音：[emanɥɛl lɔʁɑ̃ pəti]；1970年9月22日—），法國人，是一名已退役的足球運動員，司職中場。比堤曾代表法國國家隊贏得1998年世界杯冠軍，並在2000年贏得歐洲國家杯冠軍。

## 生平
比堤出身於法甲聯賽球會摩納哥，早在18歲時已被著名教練雲加簽下，可謂是雲加一手提攜。比堤在摩納哥期間曾隨球會贏得歐洲杯賽冠軍杯亞軍，當時他司職後衛。
1997年6月比堤正式轉會英國球會阿仙奴，剛好教練正是雲加。雲加把比堤改造成防守中場，夥拍韋拉扼守中路。比堤剛加盟阿仙奴第一個球季，便力壓曼聯贏得英超冠軍。之後比堤隨法國國家隊出戰1998年世界杯，那年正是法國贏得冠軍的一屆，決賽中比堤也有射入一球。自此比堤一戰成名，旋即受到其他大球會像曼聯和皇馬的斟介。
兩季後比堤轉會至加泰隆尼亞球會巴塞羅那，不過該球季他上陣時間不穩定，甚至要打回後衛。結果2001年轉會車路士，一直踢至掛靴。

## 榮譽
- 法國盃冠軍: 1991年
- 法國甲組足球聯賽冠軍: 1997年
- 英格蘭超級足球聯賽冠軍: 1998年
- 英格蘭足總盃冠軍: 1998年
- 英格蘭社區盾冠軍: 1998年、1999年
- 世界盃冠軍：1998年
- 歐洲國家盃冠軍：2000年

1. ↑   [Company Masky in Paris (75004)]. Figaro Entreprises. 7 December 2020  [28 December 2020]. （原始内容存档于2023-03-14） （法语）.
. BFM Business. NextInteractive.   [28 December 2020]. （原始内容存档于2020-12-28） （法语）.